# Todarodes pacificus
A Todarodes pacificus a fejlábúak (Cephalopoda) osztályának a kalmárok (Teuthida) rendjébe, ezen belül az Ommastrephidae családjába tartozó faj. A faj magyar neve atlanti hosszúszárnyú kalmár, amely a faj élőhelyét tekintve tévedésen alapul.

## Előfordulása
A Todarodes pacificus előfordulási területe a Csendes-óceán északi része. Kínától, Oroszországtól és Japántól kezdve, a Bering-tengeren keresztül, egészen az Amerikai Egyesült Államokbeli Alaszkáig és Kanadáig sokfelé fellelhető. Vietnám tengervizeiben időnként összegyűlnek.

## Megjelenése
Színe a világos és a sötét vörösesbarna között változó. Testmérete (a két leghosszabb fogókart nem beleszámítva) 30 és 165 centiméter  között változik.

## Életmódja
Táplálékául kisebb halak, csigák, és tengericsillagok szolgálnak. Emberre nem veszélyes. A hideg tengereket kedveli, körülbelül 18 és -8 °C hőmérséklet közöttieket. Általában nem bukik 1600 méternél mélyebbre.

### Fordítás
Ez a szócikk részben vagy egészben  a   Japanese flying squid című angol Wikipédia-szócikk ezen változatának fordításán alapul.  Az eredeti cikk szerkesztőit annak laptörténete sorolja fel. Ez a jelzés csupán a megfogalmazás eredetét és a szerzői jogokat jelzi, nem szolgál a cikkben szereplő információk forrásmegjelöléseként.